# فارورفن
فارورفن (به آلمانی: Pfarrwerfen) یک منطقهٔ مسکونی در اتریش است که در ناحیه سنت یوهان ایم پونگاو واقع شده‌است. فارورفن ۳۸٫۲ کیلومتر مربع مساحت دارد ۵۴۵ متر بالاتر از سطح دریا واقع شده‌است.